# 로나 러프트
로나 러프트(영어: Lorna Luft, 1952년 11월 21일 ~ )는 미국의 배우, 가수, 작가이다.

## 영화
- 주디 갈란드 (2001년)
- 남자 사냥 (1984년)
- 그리스 2 (1982년) - 폴렛 역
- 아이 콜드 고우 온 싱잉 (1963년)